# Marla Gibbs

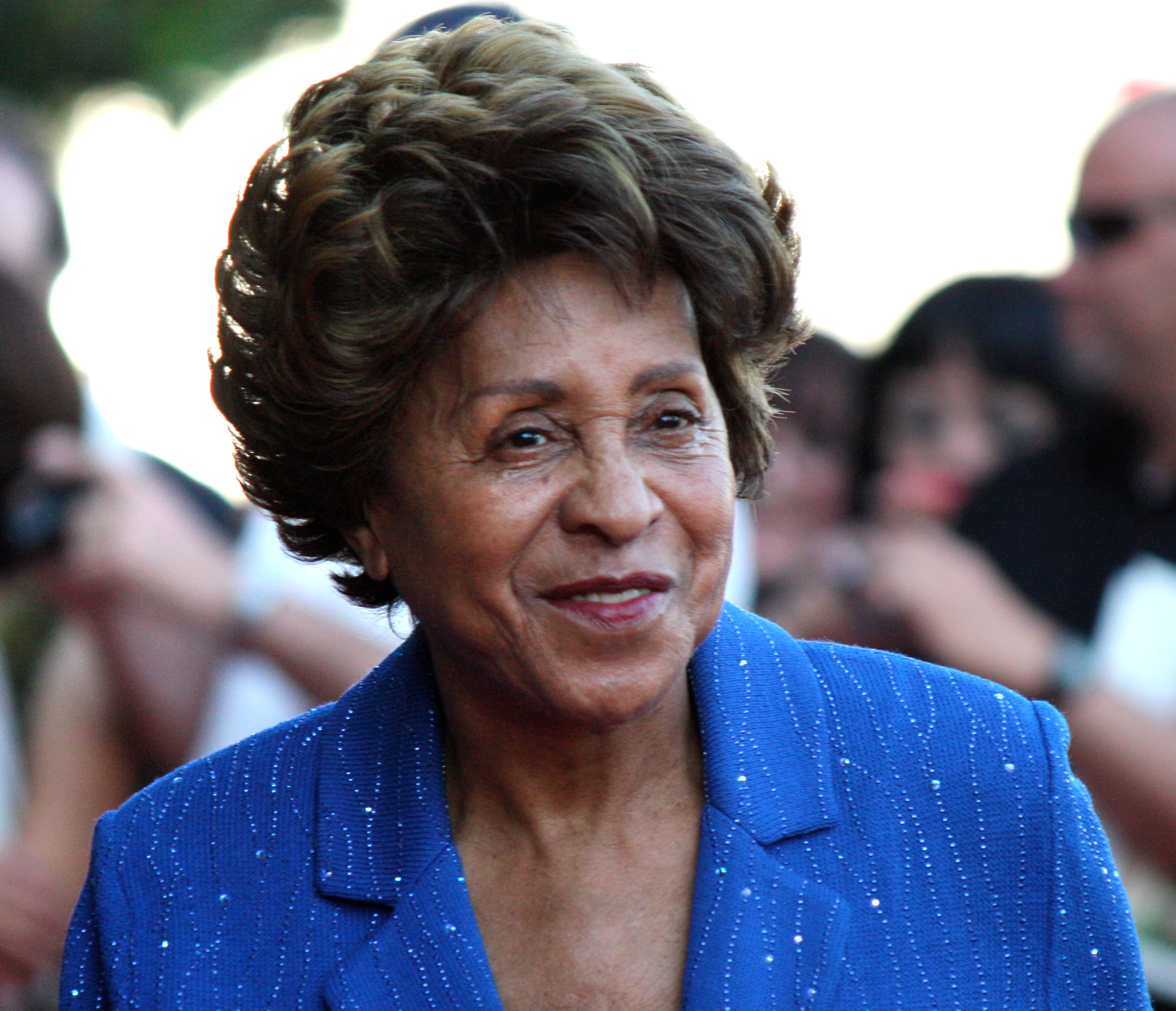
Marla Gibbs (2012)

Marla Gibbs (* 14. Juni 1931 in Chicago, Illinois) ist eine US-amerikanische Schauspielerin, Sängerin und Fernsehproduzentin.

## Leben
Gibbs wurde schon 1944 verheiratet und hatte im Alter von 20 Jahren bereits drei Kinder. Sie besuchte zusammen mit Sam Cooke die Wendell Phillips High School in Chicago. 1969 ließ sie sich von ihrem Mann scheiden. Vor ihrer Filmkarriere arbeitet sie bei der United Airlines. Sie gab diesen Beruf erst auf, als die Serie Die Jeffersons, in der sie die Rolle der Florence Johnston spielte, ein Erfolg wurde.
Neben ihrer Rolle in Die Jeffersons hatte sie eine Hauptrolle in der US-Sitcom 227, die sie auch produzierte. Neben dieser Arbeit hatte sie wiederkehrende Rollen in Serien wie Allein unter Nachbarn und Gastauftritte in Serien wie Love Boat, College Fieber, Der Prinz von Bel-Air und King of Queens.
Gibbs betrieb in den 1990er Jahren ein Kino, das 1997 geschlossen wurde, sowie den Marla's Memory Lane jazz supper club in Los Angeles. Im Mai 2006 nahm sie die CD It's Never Too Late auf. Zusammen mit ihrer Schwester Susie Garrett gründete sie die Crossroads Art Academy acting school in Los Angeles.

## Auszeichnungen
Gibbs war zwischen 1982 und 2006 insgesamt fünfmal für den Image Award der NAACP nominiert, konnte ihn aber nur im Jahr 1982 in der Kategorie Beste Darstellerin in einer Comedy-Serie für ihre Rolle in der Serie Die Jeffersons gewinnen. 1985 war sie ebenfalls für ihre Rolle in Die Jeffersons für den Golden Globe nominiert. Für den Emmy Award war sie zwischen 1981 und 1985 fünfmal nominiert.

## Filmografie (Auswahl)
- 1968: Deine, meine, unsere (Yours, Mine and Ours)
- 1973: Sweet Jesus, Preacherman
- 1974: Freie Fahrt ins Jenseits (Black Belt Jones)
- 1975: Barney Miller (Fernsehserie, Folge 1x09)
- 1975–1985: Die Jeffersons (The Jeffersons, Fernsehserie, 207 Folgen)
- 1976: Die Bankiers (Arthur Hailey’s the Moneychangers, Miniserie)
- 1981: Checking In (Fernsehserie, 4 Folgen)
- 1981: Love Boat (The Love Boat, Fernsehserie, Folge 5x04)
- 1985–1990: 227 (Fernsehserie, 115 Folgen)
- 1990: Mit dem Essen kam der Tod (Menu for Murder, Fernsehfilm)
- 1991: Last Breeze of Summer (Kurzfilm)
- 1993: Meteor Man (The Meteor Man)
- 1993: Harrys Nest (Empty Nest, Fernsehserie, Folge 6x07)
- 1993: In der Hitze der Nacht (In the Heat of the Night, Fernsehserie, Folge 7x10)
- 1996: Der Prinz von Bel-Air (The Fresh Prince of Bel-Air, Fernsehserie, Folge 6x24)
- 1997–1998: 101 Dalmatiner (101 Dalmatians: The Series, Fernsehserie, 9 Folgen, Stimme)
- 1998–2002: Allein unter Nachbarn (The Hughleys, Fernsehserie, 16 Folgen)
- 1999: Dawson’s Creek (Fernsehserie, Folge 3x10)
- 1999: Get The Dog – Verrückt nach Liebe (Lost & Found)
- 2000: Ein Hauch von Himmel (Touched by an Angel, Fernsehserie, Folge 7x03)
- 2001: The Brothers – Auf der Suche nach der Frau des Lebens (The Brothers)
- 2001: Für alle Fälle Amy (Judging Amy, Fernsehserie, Folge 2x19)
- 2002: King of Queens (The King of Queens, Fernsehserie, Folge 4x22)
- 2004–2005: Passions (Fernsehserie, 14 Folgen)
- 2005: Emergency Room – Die Notaufnahme (ER, Fernsehserie, Folge 11x11)
- 2005: Cold Case – Kein Opfer ist je vergessen (Cold Case, Fernsehserie, Folge 2x22)
- 2006: Ways of the Flesh
- 2008: Lincoln Heights (Fernsehserie, Folge 3x04)
- 2012: Southland (Fernsehserie, Folge 4x02)
- 2012–2013: The First Family (Fernsehserie, 11 Folgen)
- 2015: Scandal (Fernsehserie, 2 Folgen)
- 2015: Hot in Cleveland (Fernsehserie, Folge 6x18)
- 2015: American Horror Story (Fernsehserie, Folge 5x09)
- 2017: Lemon
- 2017: This Is Us – Das ist Leben (This Is Us, Fernsehserie, Folge 1x14)
- 2017: Please Stand By
- 2017: Weihnachten entkommt keiner (You Can’t Fight Christmas)
- 2017, 2018: Black-ish (Fernsehserie, 2 Folgen)
- 2018: Love Jacked
- 2018: Die Thundermans (The Thundermans, Fernsehserie, Folge 4x24)
- 2018: Station 19 (Fernsehserie, 3 Folgen)
- 2018: Navy CIS (NCIS, Fernsehserie, Folge 16x06)
- 2019: The Neighborhood (Fernsehserie, Folge 1x14)
- 2019: El Camino: Ein „Breaking Bad“-Film (El Camino: A Breaking Bad Movie)
- 2020: One Day at a Time (Fernsehserie, Folge 4x04)
- 2021: Young Sheldon (Fernsehserie, Folge 4x13 The Geezer Bus and a New Model for Education)
- 2021: Big Shot (Fernsehserie, Folge 1x07)
- 2021–2022: Zeit der Sehnsucht (Days of Our Lives, Fernsehserie, 11 Folgen)
- 2022: Spooky Night – Nachts im Horrorladen (Spirit Halloween)
- seit 2022: Grey’s Anatomy (Fernsehserie)
- 2023: Die verrückte Geschichte der Welt, Teil II (History of the World, Part II, Miniserie, 3 Folgen)
- 2023: Unprisoned (Fernsehserie, Folge 1x06)
- 2023: A Snowy Day in Oakland
- 2024: Noch nicht ganz tot (Not Dead Yet, Fernsehserie, Folge 2x07)
- 2025: Will Trent (Fernsehserie, Folge 3x01)